# Dactyloscopus lunaticus
Dactyloscopus lunaticus е вид лъчеперка от семейство Dactyloscopidae.

## Разпространение
Видът е разпространен в Гватемала, Еквадор, Колумбия, Коста Рика, Мексико, Никарагуа, Панама, Салвадор и Хондурас.